# マスターピース (鉄道模型メーカー)
マスターピースは、日本の鉄道模型ブランド名。正式社名はメディアリンクスである。
本社は東京都東村山市。

## 概要
製品の規格は、Nゲージ・HOゲージなどが主流。金属製キットが大半であるが、一部はプラスチック製の製品もある。
製品化される形式は、私鉄車両が中心で、中でも江ノ電や玉電、都営地下鉄などを多く製品化している。また近鉄23000系電車の製品化もしていた。